# Newsqueak
Newsqueak，一種並行性程式語言，可在視窗系統上撰寫應用程式。它在1980年代末期在貝爾實驗室被開發出來，設計者為羅勃·派克。在語法上，它受到C語言的影響，但它在進行平行運算時，則受到東尼·霍爾的通信顺序进程所啟發。
它的前身是Squeak，由Luca Cardelli與羅勃·派克設計的程式語言，可以用於實做图形用户界面（GUI）。

## 引用
1. ↑  Pike, Rob.  (PDF) (技术报告). Bell Labs.   [2013-04-02]. Computing Science Technical Report No. 143. （原始内容存档 (PDF)于2019-11-09）.
2. ↑  Cardelli, Luca; Pike, Rob.  (PDF). ACM SIGGRAPH. 1985  [2020-05-06]. （原始内容存档 (PDF)于2016-03-07）.

## 外部連結
- Bell Labs and CSP Threads（页面存档备份，存于）
- Newsqueak: A Language for Communicating with Mice（页面存档备份，存于）
- Advanced Topics in Programming Languages: Concurrency/message passing Newsqueak（页面存档备份，存于）